# Inge Larsen
Inge Larsen ist ein deutscher Stummfilm von 1923 unter der Regie von Hans Steinhoff. In dem Ehedrama spielt Henny Porten eine Frau aus einfachen Verhältnissen, die durch ihre Heirat mit einem Diplomaten eine Welt kennenlernt, die ihr bisher fremd war. 

## Handlung
Inge Larsen, die Tochter eines Fischers, verliebt sich in Baron Kerr, der sich im Haus ihrer Eltern erholt, nachdem er bei einem Sturm auf dem Meer Probleme bekommen hatte. Auch Kerr findet Gefallen an der jungen Frau und so bittet er sie nach kurzer Zeit um ihre Hand. Inge lässt neben ihren Eltern auch ihren Freund, den Fischer Jan Olsen, zurück, als sie mit Kerr ein neues, ihr völlig ungewohntes Leben beginnt. Durch ihre Heirat mit einem einflussreichen Diplomaten gehört sie nun zur höheren Gesellschaftsschicht, die auch den Hochadel einschließt. Eine Gegnerin hat Inge in der kapriziösen Evelyne, mit der Kerr vor seiner Ehe liiert war.
Nachdem das junge Paar ein Kind bekommen hat, ist es Inge wichtiger bei ihrem Kind zu sein, als gesellschaftliche Verpflichtungen wahrzunehmen. Immer öfter sieht man Evelyne nun an Kerrs Seite. Inge, die geradlinig und ehrlich ist, hat dieser Frau, die Intrigen spinnt, kaum etwas entgegenzusetzen. Obwohl es Kerr ist, der seine Frau mit Evelyne betrügt, beschuldigt er Inge der Untreue. Als Anlass dient ihm, dass er Jan Olsen aus seinem Haus hat kommen sehen. Inge hat jedoch nur seine Verletzungen behandelt, die er sich beim Besuch eines Nachtclubs während einer  Schlägerei, in die er geraten war, zugezogen hatte. Ein weiterer dramatischer Zwischenfall führt dazu, dass Inge in ihr Elternhaus zurückkehrt, nachdem sie und ihr Mann die Scheidung beschlossen haben. Einem Glück mit Jan, der viel besser zu ihr passt, steht nun nichts mehr im Wege.

## Produktionsnotizen, Veröffentlichung
Produktionsfirma war die Henny Porten-Film GmbH (Berlin), Produktionsleiter Wilhelm von Kaufmann, Verleihfirma der Hansa-Verleih der UFA. Die Bauten erschufen Fritz Lück, Alfred Junge und Ludwig Kainer, der auch für die Kostüme verantwortlich war. Die ersten Außenaufnahmen entstanden in der zweiten Oktoberhälfte 1922 auf Rügen. Daran schlossen sich weitere Dreharbeiten in Berlin an. Ende April/Anfang Mai 1923 fanden weitere Dreharbeiten in Kopenhagen statt, da Porten mit dem Film nicht mehr zufrieden war. Der Kritiker Fritz Olimsky, dem bei der Uraufführung auffiel, dass der Film nicht die gewohnte Spielfilmlänge aufwies, erfuhr auf Nachfrage, dass Henny Porten nachträglich aus dem bereits fertiggestellten Film die Szenen hat herausnehmen oder stark beschneiden lassen, in denen sie selbst nicht zu sehen ist. So entstand aus einem Ensemblefilm „mit fein herausgearbeiteten Nebenepisoden ein klischeehafter Starfilm“.
Der Film hat eine Länge von fünf Akten auf 1.932 (lt. Bundesarchiv 1.832) Metern, circa 85 Minuten. Die Berliner Polizei belegte ihn am 22. September 1923 mit einem Jugendverbot (Nr. 7707), uraufgeführt wurde er am 16. Oktober 1923 in den Berliner Kammer-Lichtspielen.

## Kritik
Für einen Teil der Berliner Kritiker ist der Film ein Vehikel für den Star Henny Porten und „voll auf Publikumswirkung“ ausgerichtet. Es sei eine „Bombenrolle“ für sie. Der andere Teil ist der Auffassung, sie sei altmodisch „wie vor einem halben Jahrzehnt“ und so „wie sie in ihren bekannten Filmen immer gewesen ist“. Durchweg positiv beurteilt wird die Arbeit des Szenenbildners und die Arbeit des Kameramanns, ebenso wie die Arbeit des Regisseurs. Ihm sei es gelungen „der rührseligen Geschichte einen stimmungsvollen Rahmen“ zu geben und „einzelne Stimmungen sehr fein herausgearbeitet“ zu haben. Weiter heißt es, dass Henny Porten nach einigen Fehlschlägen mit der Verkörperung der Inge Larsen als ideale deutsche Frau und Mutter, zu einer Rolle zurückkehre, wie ihr Stammpublikum sie von ihr erwarte.
Enttäuschung wird geäußert angesichts der „Gartenlaubenroman-Handlung“, da Karl Vollmoeller immerhin als „literarischer Drehbuchautor“ galt, der sich hier jedoch als „rückwärtsgewandter Poet und fingerfertiger Familienblattromanschreiber“ entpuppe. Während man die Schwächen des Films dem Drehbuch und der Übermacht von Henny Porten anlastete, wurde die Arbeit von Hans Steinhoff positiv bewertet. Es hieß, er habe „der rührseligen Geschichte einen stimmungsvollen Rahmen“ gegeben und „einzelne Stimmungen sehr fein herausgearbeitet“. Steinhoff habe gezeigt, dass „viel Gutes in ihm stecke“ und man noch „manches von ihm zu erwarten“ habe.

## Wiederaufführung
Der Film, der lange als verschollen galt, wurde im Moskauer Filmarchiv Gosfilmofond samt Zensurkarte entdeckt und aufwändig vom Bundesarchiv-Filmarchiv Berlin und der University of the West of England Bristol sowie unter teilweiser Unterstützung des UK Arts and Humanities Research Boards restauriert. Am 11. September 2007 wurde die restaurierte Fassung erstmals gezeigt.